# Listă de localități dispărute din statul Iowa

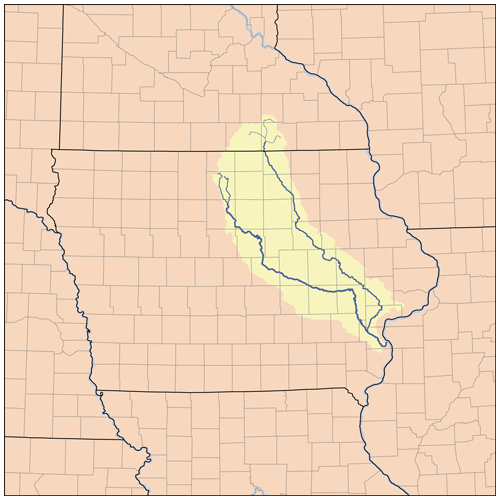
Harta bazinelor hidrografice ale statului, unul statele mediu populate din SUA

- Această pagină este o listă de zone de localități dispărute (în engleză ghost towns) din statul Indiana.

- Vedeți și Listă de municipalități din statul Iowa.
  - Vedeți și Listă de orașe din statul Iowa.
  - Vedeți și Listă de târguri din statul Iowa.
  - Vedeți și Listă de sate din statul Iowa.

respectiv
- Vedeți și Listă de comitate din statul Iowa.
- Vedeți și Listă de districte civile din statul Iowa.
- Vedeți și Listă de locuri desemnate pentru recensământ din statul Iowa.
- Vedeți și Listă de comunități neîncorporate din statul Iowa.
- Vedeți și Listă de localități din statul Iowa.
- Vedeți și Listă de rezervații amerindiene din statul Iowa.

## A
- Atlantic, din districtul civil Newton, comitatul Buchanan

## E
Erin, din districtul civil Newton, comitatul Buchanan;

## K
- Kiene, din districtul civil Newton, comitatul Buchanan;

## N
- Newtonville, din districtul civil Newton, comitatul Buchanan;

## Alte legături interne
- Categorie:Liste de orașe din Statele Unite după stat
- Categorie:Liste de târguri din Statele Unite după stat
- Categorie:Liste de districte civile din Statele Unite după stat
- Categorie:Liste de sate din Statele Unite după stat
- Categorie:Liste de comunități desemnate pentru recensământ din Statele Unite după stat
- Categorie:Liste de comunități neîncorporate din Statele Unite după stat
- Categorie:Liste de localități dispărute din Statele Unite după stat
- Categorie:Liste de rezervații amerindiene din Statele Unite după stat
- Categorie:Liste de zone de teritoriu neorganizat din Statele Unite după stat

și
- Listă de municipalități din statul Iowa
  - Listă de orașe din statul Iowa
  - Listă de târguri din statul Iowa
  - Listă de sate din statul Iowa

respectiv
- Listă de comitate din statul Iowa
- Listă de districte civile din statul Iowa
- Listă de locuri desemnate pentru recensământ din statul Iowa
- Listă de comunități neîncorporate din statul Iowa
- Listă de localități din statul Iowa
- Listă de rezervații amerindiene din statul Iowa
- Listă de zone de teritoriu neorganizat din statul Iowa